# Urmel aus dem Eis (2005)
Urmel aus dem Eis ist eine 2005 aufgeführte und auf Sat.1 ausgestrahlte Theater- bzw. Comedy-Adaption des gleichnamigen Romans von Max Kruse. Regie führte Geriet Schieske, die Titelrolle spielte Dirk Bach. Das Stück orientiert sich auch in vielen Teilen an der Adaption der Augsburger Puppenkiste.

## Handlung
Wie im Buch lehrt der aus seiner Heimat geflohene Professor Tibatong auf der einsamen Südseeinsel Titiwu die Tiere das Sprechen. Dazu zählen der Waran Wawa, der Pinguin Ping, der Schuhschnabel Schusch, das Schwein Wutz und der See-Elefant Seelefant. Außerdem lebt dort auch der Waisenjunge Tim. Eines Tages strandet auf Titiwu ein Ei, das man ausbrütet. Es schlüpft ein Urmel, das somit die Theorie des Professors beweist, derentwegen er aus seiner Heimat Pumpolonien verbannt wurde. Als der abgesetzte, zum Großwildjäger gewordene König von Pumpolonien, Pumponell, davon erfährt, reist er mit Diener Sami nach Titiwu, um das Urmel zu schießen. Bevor er es fangen kann, entkommt es. Wawa soll den König in die Irre führen und bringt sie in eine alte Höhle, in der zuvor Urmel war. Als der König die Riesenkrabbe in der Höhle zu Gesicht bekommt, schießt er, wodurch die Höhle beinahe einstürzt und der Eingang verschüttet wird. Mithilfe der Schlummertonne von Wutz, die man zu einem Tauchboot umwandelt, können die Gefangenen durch einen schmalen Meereszugang gerettet werden.

## Einschaltquoten
Während der Premierenfolge, die am 17. Dezember 2005 zur Hauptsendezeit ausgestrahlt wurde, lag der Gesamtmarktanteil bei 11,4 Prozent. In der werberelevanten Zielgruppe lag der Marktanteil bei 19,0 Prozent bei 2,33 Millionen Zuschauer. Einen Tag später wurde der zweite Teil ausgestrahlt, den insgesamt 3,18 Millionen Zuschauer verfolgten. 2,22 Millionen Zuschauer gehörten der Gruppe der 14- bis 49-Jährigen bei einem Marktanteil von 13,7 Prozent an.